# تلا (اللاذقية)
تلا قرية صغيرة في ناحية كنسبا التابعة لمنطقة الحفّة في محافظة اللاذقية. بلغ عدد سكانها 626 نسمة حسب تعداد عام 2004.